# Glenea bidiscovittata
Glenea bidiscovittata är en skalbaggsart som beskrevs av Stefan von Breuning 1969. Glenea bidiscovittata ingår i släktet Glenea och familjen långhorningar. Inga underarter finns listade i Catalogue of Life.